# Chapelle Luis de Lucena
La chapelle de Luis de Lucena est un monument religieux situé hors de l'église de Saint Michel à Guadalajara (Espagne) construit entre 1538 et 1540. Le monument se retrouve isolé à la suite de la démolition de l'église en 1877. Il est monument historique en Espagne.
Elle est un des plus importants monuments de la ville.

## Protection
La chapelle fait l’objet d’un classement en Espagne au titre de bien d'intérêt culturel depuis le 7 avril 1914.